# Droga N978 (Holandia)
Droga prowincjonalna N978 (nid. Provinciale weg 978) – droga prowincjonalna w Holandii, w prowincji Groningen. Łączy drogę prowincjonalną N980 w Zuidhorn z autostradą A7 w Leek, gdzie rozpoczyna się droga prowincjonalna N372.
N978 to droga jednopasmowa o maksymalnej dopuszczalnej prędkości 60 km/h. W gminie Leek droga nosi kolejno nazwy Noorderweg. Droga nosi kolejno nazwy Diepswal, Kromme Kolk, Hoofddiep i Oudestreek. W gminie Noordenveld droga nosi nazwę Hoofdweg. W gminie Ooststellingwerf droga nosi nazwę Fanerweg, Pasop, Noorderweg i Oude Postweg.